# The North Face

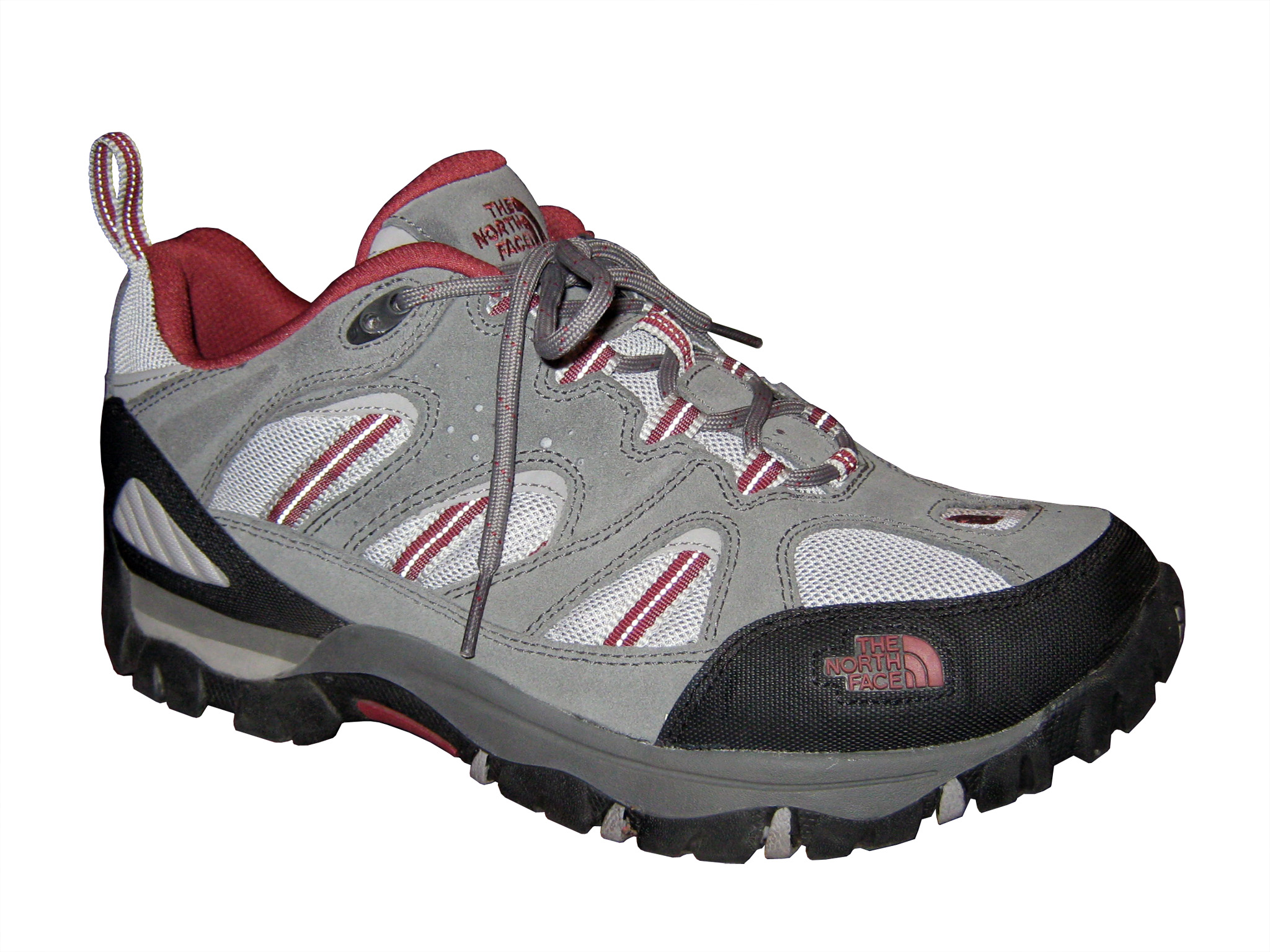
But The North Face

The North Face – amerykańskie przedsiębiorstwo produkujące odzież, obuwie i sprzęt outdoorowy, założone przez Douglasa Tompkinsa i jego żonę Susie Tompkins.
Siedziba znajduje się w Alamedzie, w Kalifornii, gdzie przebywa jej siostrzana firma – JanSport. Latem 2020 firma planuje przenieść swoją siedzibę do Denver, w stanie Kolorado.

## Nazwa i logo firmy
The North Face dosłownie oznacza „północne zbocze”. Nazwa ta bezpośrednio odnosi się do północnych zboczy górskich – inspirację stanowiła północna ściana Eigeru, zaliczana do jednej z najtrudniejszych na świecie.
Logo firmy – poprzecinana, lekko przekrzywiona ćwiartka koła – nawiązuje do granitowej skały Half Dome (Park Narodowy Yosemite), której to północno-wschodnia ściana uważana była wówczas za najtrudniejszą w USA.
Według firmy kolory logo nie zostały dobrane przypadkowo. Czerwony ma oznaczać pasję i odwagę, a w połączeniu z kolorem czarnym, oznaczać wyższość, elegancję i dominację, które tworzą tę markę.

## Geneza
Pomysł na założenie firmy powstał, kiedy Douglas Tompkins ze swoją żoną Susie Tompkins wędrowali po ścieżce North Beach w San Francisco w 1966. Wyszli oni z założenia, że chcą mieć firmę, która wprowadzi najwyższej jakości ubiór i sprzęt outdoorowy dla tych, którzy chcą najlepiej wykorzystać aktywności outdoorowe.

## Historia
W 1966 Douglas Tompkins, wraz z żoną Susie Tompkins, za pożyczone 5 tys. dolarów, założył firmę The North Face. 26 października 1966 w otwarciu pierwszego sklepu (który znajdował się w San Francisco, w Kalifornii) przybyli Grateful Dead, Dirt Bags i Hells Angels. Wówczas na szybie sklepu został wywieszony plakat promujący nowy album Boba Dylana Blonde on Blonde. W 1968 Kenneth Klopp nabył firmę za 50 tys. dolarów i przeniósł ją wtedy do Berkeley.
Pierwszym, przełomowym produktem firmy był wypuszczony w 1969 plecak Ruthsac. Jego zaletami były niewielka waga oraz dodatkowe kieszonki zapinane na zamek, które ułatwiały pakowanie rzeczy. W latach 70. firma zrewolucjonizowała namioty. W 1975 wypuściła namiot kopułowy Oval Intention, który charakteryzował się sferyczną i aerodynamiczną konstrukcją, wytrzymującą najsilniejsze podmuchy wiatru.
W 1976 marka uruchomiła pierwsze laboratorium, w którym testowała jakość materiałów i technologii stosowanych w poszczególnych produktach. Jednym z projektów jest wypuszczony rok później materiał z membraną, tzw. Gore-Tex, który stosowany jest w kurtkach i spodniach dla wspinaczy, alpinistów bądź snowboardzistów. W 1985 The North Face przedstawiło wodoodporną kurtkę, bazującą na materiale Gore-Tex.
W latach 90. firmę upodobali sobie nowojorscy raperzy. Zaczęli oni ubierać ich kurtki, które wykorzystywali w teledyskach, ale też chodzili w nich na co dzień. To spodobało się streetwearowej firmie Supreme, która nawiązała współpracę z The North Face w 2007.
W 1997 firma przyjęła nowy slogan – „Never Stop Exploring” (pol. „Nigdy nie przestawaj odkrywać”). W 2000 The North Face został kupiony przez VF Corporation za 25,4 miliona dolarów, stając się spółką całkowicie od nich zależną.
W 2010 marka założyła fundację, której celem jest zachęcanie dzieci i młodzieży do aktywności outdoorowych.

## Kontrowersje
W 2019 firma utworzyła kampanię, wraz z agencją Leo Burnett Worldwide, której celem było zwiększenie wyników wyszukiwania w przeglądarce Google. Problemem kampanii był fakt, że firma wykonała fotografie, na których ulokowała swoje produkty, a następnie użyła ich do ilustrowania artykułów Wikipedii. Dostali oni zarzut „manipulowania Wikipedią” oraz informację, iż: „The North Face wystawiło na szwank naszą misję dla krótkowzrocznej akcji sprzedażowej. To, co zrobili, było podobne do niszczenia własności publicznej”.
Ostatecznie The North Face przeprosiło za akcję, mówiąc: „Wierzymy głęboko w misję Wikipedii i przepraszamy za zaangażowanie w działania niezgodne z zasadami. Od razu zakończyliśmy kampanię”.